# Amicoures
Amicoures, rani naziv za jednu skupiu Algonquian Indijanaca koji su u drugoj polovici 17. stoljeća živjeli u blizini Sault Ste Marie uz obalu jezera Huron. Spominje ih Marquette uz plemena Achiligouiane i Mississague, za koje kaže da ih ima ukupno oko 400 duša, i da se bave ribolovom je jezeru i lovom na otocima. Lee Sultzman ih na svojem popisu ima kao jednu od ranih bandi Chippewa.
Hodge njohovo ime u svom Priručniku navodi kao jedan od ranijih naziva za pleme Amikwa.